# Mbulu (TC)
Mbulu (TC) (Mbulu Town Council, auch Mbulu Mjini genannt) ist ein Distrikt der Region Manyara in Tansania. Er grenzt im Norden an die Region Arusha, im Osten an den Distrikt Babati und im Westen an den Distrikt Mbulu (DC).

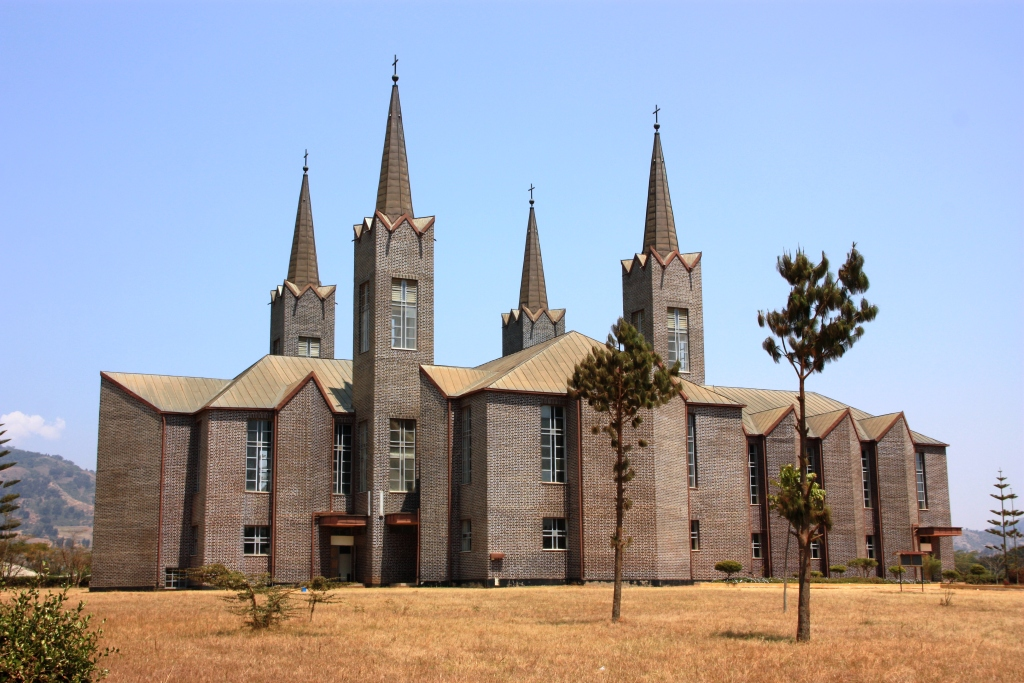
Katholische Kirche in Mbulu

## Geographie
Der Distrikt hat eine Fläche von 1891 Quadratkilometern und 138.593 Einwohner. Der Nordwesten ist eine flache sumpfige Ebene in der Höhe von rund 1300 Meter über dem Meer. Nach Südosten steigt das Land steil auf etwa 1800 Meter an. Aus dem anschließenden hügeligen Plateau ragen Spitzen über 2000 Meter auf.
Das Klima in Mbulu ist gemäßigt warm und wird in der effektiven Klimaklassifikation als Cwb bezeichnet. Im Jahresschnitt fallen 710 Millimeter Regen, der Großteil in den Monaten Dezember bis April. Vor allem die Monate Juni bis September sind sehr trocken. Die Durchschnittstemperatur liegt zwischen 15,6 Grad Celsius im Juli und 19,3 Grad im Februar.

## Geschichte
Mbulu (TC) wurde 2015 zum Distrikt erhoben.

## Verwaltungsgliederung
Mbulu (TC) besteht aus dem einen Wahlkreis (Jimbo) Mbulu Mjini mit 17 Bezirken (Kata):
- Daudi
- Bargish
- Gehandu
- Kainam
- Murray
- Ayamaami
- Uhuru
- Tlawi
- Nahasey
- Marang
- Gunyoda
- Nambis
- Ayamohe
- Sanu Baray
- Imboru
- Endagikot
- Silaloda

## Einrichtungen und Dienstleistungen
- Gesundheit: In Mbulu befindet sich ein von der evangelischen Kirche betriebenes Krankenhaus.[6]

## Wirtschaft und Infrastruktur
- Landwirtschaft: Die Landwirtschaft ist der wichtigste Wirtschaftszweig. Im Jahr 2016/17 wurden 70.000 Rinder, 48.000 Schweine, 45.000 Ziegen und 30.000 Schafe gehalten.[4]
- Straße: Im Distrikt gibt es keine Nationalstraße. Die Regionalstraßen sind nicht asphaltiert.[7]

## Sonstiges
Mbulu ist Sitz eines römisch-katholischen Bischofs. Die Diözese untersteht dem Erzbischof von Arusha.

## Persönlichkeiten
- Herman Sarwatt: Erstes unabhängiges Mitglied der tansanischen Nationalversammlung.[5]
- Philip Marmo Sanka: * 1951, Tansanischer Botschafter in der Volksrepublik China von 2011 bis 2013, Botschafter in Deutschland von 2013 bis 2017.[9]
- John Stephen Akhwari: * 1942, Marathonläufer, Olympiateilnehmer 1968, er beendete den Olympiamarathon trotz Schulterverletzung nach einem Sturz.[10]
- Andrea Sambu Sipe: * 1972, Langstreckenläufer